# 프레벤 해리스
프레벤 해리스(Preben Harris, 1935년 3월 30일 ~ )는 덴마크의 배우, 무대 연출가이다.
프레데릭스베르에서 태어났다.

## 영화
- 인 어 베러 월드 (2010년)
- 헤드헌터 (2009년)
- 진실한 시간들 (2002년)
- 사막의 보석 (2001년) - 구나르 파르 역
- 러브 히컵 (1999년)